# Bruno Noguerra
Pour les articles homonymes, voir Noguerra.
Bruno Noguerra, né le 3 avril 1971, est un chasseur sous-marin français, travaillant dans le milieu aquacole.

## Palmarès
- Champion d'Europe en 1997 (en Croatie);
- Champion de France en double, en 1995 et 1997 (avec Philippe Brunel);
- Coupe de France en 1997 (avec Olivier Marticorena).